# Морські коники
Морські коники (Hippocampinae) — підродина морських риб родини іглицеві (Syngnathidae). Містить близько 60 видів. Зустрічаються у усіх морях і океанах.

## Роди
- Hippocampus Rafinesque, 1810 — 54 види
- Acentronura Kaup, 1853 — 2 види
- Amphelikturus Parr, 1930 — 1 вид
- Cylix Short & Trnski, 2021 — 1 вид
- †Hippotropiscis Žalohar & Hitij, 2012 [2] — 1 вид
- Idiotropiscis Whitley, 1947 — 3 види